# Felipe de Santenach
Felipe de Santenach (o Sentenach, 1789-1812) fue un ingeniero, comerciante y comandante de milicias de origen catalán que se destacó en la resistencia contra las Invasiones inglesas al Río de la Plata.

## Biografía
Felipe Santenach y Marigó nació en 1789 en Barcelona, hijo de Felipe Santenach y de María Santenach y Marigó. El 29 de mayo de 1804 recibió autorización para pasar a la ciudad de Buenos Aires, capital del Virreinato del Río de la Plata a establecer una tienda de comercio.
Arribó a Montevideo el 24 de noviembre de 1804 con su amigo y socio Santiago Olibella y Jordán, a bordo de la fragata El Exiomo (a) La Fama.
Tras permanecer cuatro meses en la ciudad para liquidar algunas mercaderías pasó a Buenos Aires. Un mes después siguió al Paraguay, donde permaneció hasta 1806, cuando volvió a Buenos Aires con el objeto de instalar un negocio, lo que no llegó a hacer.
Al producirse ese año la primera de las invasiones británicas y ocupada Buenos Aires por las tropas invasoras, planeó dinamitar y volar el Fuerte y el Cuartel de la Ranchería donde se alojaba el grueso de las fuerzas ocupantes.
En el Diario de las disposiciones para la Reconquista de la Ciudad de Buenos-Ayres desde el 29 de junio al 12 de agosto dirigido al gobernador de Montevideo y firmado por Sentenach, José Fornaguera, José Francia, Tomás Valencia, José Miguel Ezquiaga, Juan de Dios Dozo y Gerardo Esteve y Llach, se detalla el proyecto y los trabajos de minados efectuados con ese objetivo.
Mitre elogió el valor de Sentenach y sus compañeros relatando que "para proceder a la colocación de las minas el mismo Sentenach penetró disfrazado en la Fortaleza y en el cuartel de la Ranchería, tomando sus medidas a ojo y observando los puestos en que se depositaba la pólvora y la tropa se aglomeraba para dormir"
Vinculado a ese grupo activo de catalanes firmó el 15 de julio de ese año un acuerdo en el que se prevenía que una vez vencidos los ingleses tendrían "el privilegio de entrar a Cabildo pleno para la elección de nuestros jefes supremamente han de gobernar hasta que otra cosa se determine por nuestro monarca"
El 28 de julio se concluyó el túnel por el cual se accedía al cuartel de la Ranchería, pero restaba el del fuerte. El plan preveía que ambos sitios debían volar en forma conjunta y coordinarse la acción con el avance de las tropas en campaña. Al demorarse el trabajo del fuerte y llegar las tropas el plan se suspendió, supeditando su realización al resultado del ataque.

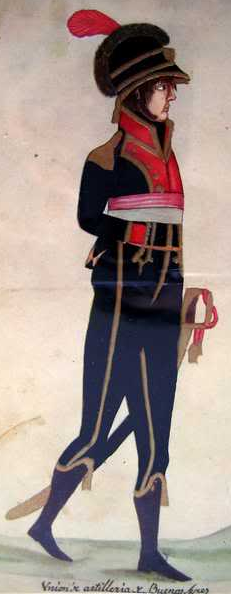
Oficial del Batallón de Artillería de la Unión.

Sentenach reconocido como caudillo y jefe de los catalanes, en nombre de ellos ofreció su colaboración a Liniers el 10 de agosto de 1806 para que admitiese como parte del ejército a su mando un refuerzo de 600 hombres con la denominación de Voluntarios Patriotas de la Unión, que llevarían como distintivo una cinta roja y blanca en los sombreros, oferta que Liniers aceptó: "Admito en todas sus partes la honorífica propuesta que expresa esta instancia, reservándome la ocasión más oportuna de exaltar el alto concepto que se merecen estos fieles y leales vasallos de nuestro Augusto Monarca".
Al día siguiente sus hombres actuaron con valor en el Retiro (Buenos Aires). Sentenach se distinguió al mando del primer cuerpo de Voluntarios que con su bandera entró en la Plaza Mayor el 12 de agosto.
En un escrito que presentó al Cabildo de Buenos Aires firmado por sus connacionales pidió a Liniers que incluyera el nombre de los catalanes injustamente omitidos en el parte de la victoria.
En el Romance sobre la Reconquista de Buenos Aires, atribuido al presbítero Pantaleón Rivarola y publicado en 1807, se lo mencionó en primer lugar y junto a José Fornaguera y Tomás Valencia como un hombre "fuerte a toda prueba".
Felipe de Sentenach, ya con anterioridad al 12 de agosto de 1806, había sostenido públicamente "que aquella era la ocasión de poner, si salían bien con su empresa, en independencia del Rey Nuestro Señor y de la España esta América".
El 8 de noviembre Sentenach se dirigió al subinspector de Artillería para proponerle que el Regimiento de su mando fuera denominado "Regimiento de Patriotas de la Unión de Buenos Aires".
El 30 de enero de 1807, con el grado de teniente coronel de urbanos y al mando de 229 artilleros del Cuerpo de Voluntarios Artilleros de la Unión, formó parte de la expedición que partió en auxilio de Montevideo en vísperas del ataque de los ingleses.
El 9 de abril fue imputado por el Virrey de haber promovido una rebelión contra las autoridades, por lo que se lo detuvo y desterró a Mendoza, siendo conducido por el teniente Mariano Gascón. Declarado inocente, regresó a la ciudad el 27 de abril de 1808.
Comprometido en el movimiento del 1 de enero de 1809, fue procesado junto a Martín de Álzaga y José Miguel de Ezquiaga por el delito "de haber intentado independizar al Río de la Plata del dominio del monarca español"
El 2 de junio Liniers ordenó suspender su sueldo como comandante de milicias concediendo se le abonase la mitad para atender a su subsistencia.
Detenido en el cuartel del 3.º batallón, el nuevo virrey Baltasar Hidalgo de Cisneros lo reintegró a su grado en octubre de 1809. Fue defendido en esta causa por el capitán de Dragones Vicente de Carvalho, quien presentó una larga defensa el 5 de abril de 1809.
En el proceso, uno de los testigos, Juan José López, atribuyó a Sentenach el proyecto de independizar el Río de la Plata una vez expulsados los ingleses, estableciendo "una mesa redonda en que todos seamos iguales y no haya alguno superior a los demás". Otro de los testigos afirmó que en una ocasión dijo "pues siendo ellos los reconquistadores eran los amos y harían lo que les pareciese, a lo cual agregó otras especies relativas a la felicidad de que gozaban los habitantes de las Provincias Unidas de Norteamérica".
El 20 de enero de 1810 atendiendo a su mala salud se le dio por prisión su casa hasta tanto se expidiera el Consejo de Guerra de Oficiales presidido por el brigadier Bernardo Lecocq que inició sus sesiones el 10 de julio. De los testimonios se dio por probada tanta la existencia del partido de Sentenach como de los planes preparados por sus opositores para quitarle la vida. El Consejo se pronunció el 24 de julio disponiendo la libertad de Sentenach.
Producida la Revolución de Mayo, Manuel Belgrano impulsó la creación de una Escuela de Matemáticas. El 8 de agosto desde la Junta se nombró a Felipe Sentenach, Director de la Academia por sus “conocimientos, actividad y celo”, y se le encargó la realización del plan de estudios. La inauguración se efectuó el 12 de septiembre de 1810 en una de las aulas del Real Consulado, con la presencia de  la “Junta Gubernativa, la Real Audiencia , el Excmo. Cabildo, el Real Consulado y el numeroso cuerpo de nuestros Oficiales“,
Sentenach enseñó durante dos años pero implicado en la conspiración atribuida a Álzaga, fue degradado y fusilado en la Plaza de la Victoria el 11 de julio de 1812 a las 10 de la mañana.